# Episodi di Praxis Bülowbogen (prima stagione)
La prima stagione della serie televisiva Praxis Bülowbogen è stata trasmessa in anteprima in Germania dalla Das Erste tra il 1987 e il 1988.
| nº | Titolo originale            | Titolo italiano | Prima TV Germania | Prima TV Italia |
| -- | --------------------------- | --------------- | ----------------- | --------------- |
| 1  | Schönes Wochenende          | inedito         | 6 ottobre 1987    | inedito         |
| 2  | Ein Pfund Kirschen zuviel   | inedito         | ottobre 1987      | inedito         |
| 3  | Die Vollmacht               | inedito         | 14 ottobre 1987   | inedito         |
| 4  | Annelies Party              | inedito         | 1987              | inedito         |
| 5  | Rhythmusstörungen           | inedito         | 1987              | inedito         |
| 6  | Kein Fest für Brockmann     | inedito         | 1987              | inedito         |
| 7  | Kleine Nachtmusik           | inedito         | 1987              | inedito         |
| 8  | Was ist Wahrheit?           | inedito         | 1987              | inedito         |
| 9  | Gabis Methode               | inedito         | 1987              | inedito         |
| 10 | Rudis Geburtstag            | inedito         | 1987              | inedito         |
| 11 | Familienschmuck             | inedito         | 1987              | inedito         |
| 12 | Eine Chance für Angie       | inedito         | 1987              | inedito         |
| 13 | Um jeden Preis              | inedito         | 1988              | inedito         |
| 14 | Trümmer der Vergangenheit   | inedito         | 1988              | inedito         |
| 15 | Das Blaue vom Himmel        | inedito         | 1988              | inedito         |
| 16 | Zwei Väter zu viel          | inedito         | 1988              | inedito         |
| 17 | Putz im Kiez                | inedito         | 1988              | inedito         |
| 18 | Familiengeheimnis           | inedito         | 1988              | inedito         |
| 19 | Die Zeit heilt keine Wunden | inedito         | 1988              | inedito         |
| 20 | Im Schoße der Familie       | inedito         | 1988              | inedito         |